# Norra Svartö
Norra Svartö är en ö i Finland. Den ligger i Finska viken och i kommunen Ingå i den ekonomiska regionen  Raseborg i landskapet Nyland, i den södra delen av landet. Ön ligger omkring 47 kilometer väster om Helsingfors.
Öns area är 21,1 hektar och dess största längd är 0,8 kilometer i sydöst-nordvästlig riktning.